# 左谷蠡王
左谷蠡王，是古代匈奴官号，與右谷蠡王相對，低於右賢王，为二十四长之一。東漢南匈奴低於左賢王，高於右賢王，為四角之一。
左谷蠡王由单于子弟充任，其号世袭。各有分地，左谷蠡王驻匈奴东部，右谷蠡王驻西部。依次第高下也可继承单于位。下辖千长、百长、什长、裨小王、相、都尉、当户、且渠等官。
- 伊稚斜單于
- 壶衍鞮單于
- 左谷蠡王 (狐鹿姑单于之子)
- 呼屠吾斯
- 都涂吾西
- 車牙若鞮單于（且莫車）
- 呼都而尸道皋若鞮單于（輿）
- 亭獨尸逐侯鞮單于（师子）